# Едвард Емерсон Барнард
Едвард Емерсон Барнард (англ. Edward Emerson Barnard; 16 грудня 1857, Нашвілл, Теннессі — 6 лютого 1923, Вільямс-Бей, Вісконсин) — американський астроном, член Національної академії наук США.

## Життєпис
Народився в Нашвіллі (штат Теннессі). Систематичної освіти не здобув. З дитячих років працював фотографом, у 1883—1887 роках вчився й працював в Університеті Вандербільта в Нашвіллі. У 1888—1895 роках — співробітник Лікської обсерваторії, з 1895 — професор практичної астрономії університету Чикаго й астроном Єркської обсерваторії.
Був одним з найвидатніших астрономів-спостерігачів свого часу. Захопившись астрономією, 1876 року придбав 5-дюймовий телескоп, за допомогою якого виявив дві нові комети (1881 VI і 1882 III). За допомогою 6-дюймового телескопа університету Вандербілта відкрив ще сім нових комет і кілька туманностей. 1883 року незалежно від інших відкрив протисяяння й після тривалих спостережень цього явища зумів правильно пояснити його природу (1918). За допомогою 36-дюймового рефрактора Лікської обсерваторії відкрив візуально п'ятий супутник Юпітера — Амальтею (1892), спостереження якого надзвичайно складні через його тьмяність і близьку відстань від планети.
Систематичне фотографування неба, що проводилося Барнардом у Лікській обсерваторії, поклало початок широкому застосуванню фотографії в астрономії. Він отримав перші чудові фотографії Чумацького Шляху, зоряних скупчень, тисячі фотографій комет, за якими виконав обширні дослідження форм кометних хвостів. Виявив ще сім комет, причому остання з них (1892 V), була першою кометою, відкритою фотографічним шляхом. Під час спостереження затемнення кільцем Сатурна одного із супутників Сатурна — Япета відзначив, що супутник не став невидимим і продовжував освітлюватись Сонцем; це послужило доказом того, що кільце Сатурна не є суцільним, а складається з окремих частинок.
Серед інших робіт Барнарда слід зазначити відкриття й вивчення змінних, нових, подвійних зір, спостереження Ероса для визначення астрономічної одиниці. Склав каталог 182 темних туманностей у Чумацькому Шляху й за його межами, показав, що темні туманності є хмарами речовини, яка поглинає світло, а не проміжками між зоряними хмарами, як вважали з часів В. Гершеля. Відкрив зорю, що має найбільший власний рух (10"/рік), яку назвали його ім'ям.
Деякі важливі спостереження, виконані Барнардом, були можливі лише завдяки унікальній гостроті його зору. Він відкрив планетарну туманність, розташовану дуже близько до Меропи, однієї з найяскравіших зір у скупченні Стожари; через декілька місяців після спалаху Нової Візничого у 1891 році виявив навколо цієї зорі туманність, яка освітлювалася новою й розширювалася. 1916 року відкрив туманну оболонку, яка утворилася навколо нової зорі, що спалахнула 1901 року в сузір'ї Персея. Виконав дуже точні мікрометричні вимірювання діаметрів планет і трьох найбільших астероїдів.

## Нагороди
Золота медаль Лондонського королівського астрономічного товариства (1897), премія Лаланда (1892), медаль Д. Ф. Араго (1893) і П. Ж. С. Жансена (1900) Паризької АН, премія ім. П. Ж. С. Жансена Французького астрономічного товариства (1906), медаль Кетрін Брюс (1917) і володар трьох медалей Тихоокеанського астрономічного товариства, які присуджують за дослідження комет.